# Grätzl
Grätzl sind in Wien Teile von Wohnbezirken. Alternative Schreibweisen sind Grätzel, Gretzel, Gretzl, Krätzl und Kretzl. Ein Grätzl umfasst meist mehrere Häuserblöcke, jedoch gibt es für diese kleinsten städtischen Einheiten keine offiziellen Grenzziehungen. Ein Bezirksteil kann mehrere Grätzln umfassen.
Eine ältere und leicht abweichende Bedeutung gibt es in Niederösterreich, wo ein kleiner Häuserblock in der Mitte eines Platzes gemeint ist.

## Definition
Die Identität eines Grätzls wird durch die Unterscheidung von benachbarten Gegenden oder ein eigenes Lebensgefühl bestimmt. Wie beim Veedel in Köln und bei den Kiezen in Berlin handelt es sich bei einem Grätzl um eine „‚gefühlte‘ sozialräumliche, alltagsweltliche Kategorie“. Dies rührt oft auch daher, dass das heutige Gebiet Wiens, abgesehen vom Stadtkern, ursprünglich aus vielen verschiedenen Dörfern bestand, die erst nach und nach zu einem Ganzen wurden. Trotz zahlreicher Abrisse und Neubauten in der Geschichte, bedingt durch die Verstädterung, kann man in einigen Stadtteilen trotz durchgehend dichter Verbauung noch immer den ursprünglichen Dorfcharakter erkennen, zum Beispiel anhand kleiner Plätze, enger Gassen, niedriger Bebauung, oder seltener, auch anhand erhaltener ursprünglicher Bebauung. 
Für gewöhnlich versteht sich ein Grätzl nur als Teil einer ehemaligen Vorstadtgemeinde, beziehungsweise eines heutigen Stadtteils, dem sehr wohl offizielle Grenzen zu Grunde liegen. Doch insbesondere kleine Stadtteile, wie etwa der Spittelberg, werden nicht selten als eigenes Grätzl angesehen.
Grätzln findet man hauptsächlich in den Bezirken rund um den 1. Bezirk (der die ursprüngliche Größe Wiens innerhalb der Stadtmauern widerspiegelt), da sich die verschiedenen Dörfer rund um Wien in Stadtnähe platzierten. In neueren Bezirken wie den nördlich der Donau gelegenen Bezirken Floridsdorf (21.) und Donaustadt (22.), im ursprünglichen Auengebiet Brigittenau (20. Bezirk) südlich der Donau oder in Liesing (23. Bezirk) im Südwesten der Stadt sprach man daher früher eher nicht von Grätzln. 
Mittlerweile ist das Wort jedoch im allgemeinen Sprachgebrauch weniger eng definiert. Als Grätzln werden mitunter auch jüngere charakteristische Wohngebiete bezeichnet, so beispielsweise der Leberberg in Simmering (11.) oder der Laaer Berg in Favoriten (10. Bezirk).
Je weniger urban ein Stadtteil ist, desto mehr verschiebt sich die Empfindung von „Grätzl“ hin zu „Gegend“. So können Stadtteile mit viel Industrie beispielsweise Industriegegenden sein, jedoch niemals Industriegrätzl.

## Bedeutung in Niederösterreich
In Niederösterreich kann Grätzl einen kleinen Häuserblock in der Mitte eines Platzes bedeuten, der üblicherweise aus Verkaufsbuden bzw. Geschäftslokalen hervorgegangen ist, die in gemauerte Häuser umgewandelt wurden. Grätzln in diesem Sinn gibt es etwa in Eggenburg, Korneuburg oder Wiener Neustadt, in diesen Fällen in der Mitte des Hauptplatzes (vgl. Hauptplatz (Wiener Neustadt)). In Eggenburg ist Grätzl ein eigener Adressbereich.

## Übertragene Bedeutung
Grätzl wird auch als Synonym für „die nächste Umgebung“ verwendet. So bedeutet „im Grätzl bleiben“, nicht weit weg zu gehen. „Aus dem Grätzl nicht rauskommen“ bedeutet, die bekannte Umgebung nicht zu verlassen, nicht offen für Neues zu sein oder sehr häuslich zu sein.

## Etymologie
Das Wort Grätzl ist etymologisch mit dem Wort „reißen“ verwandt. Im Mittelhochdeutschen findet sich der ebenfalls zu „reißen“ gebildete Begriff gereiz, der so viel wie „Umkreis“ bedeutet.

## Liste der Grätzln (Auswahl)
| Bezirk                   | Grätzl |
| ------------------------ | --- |

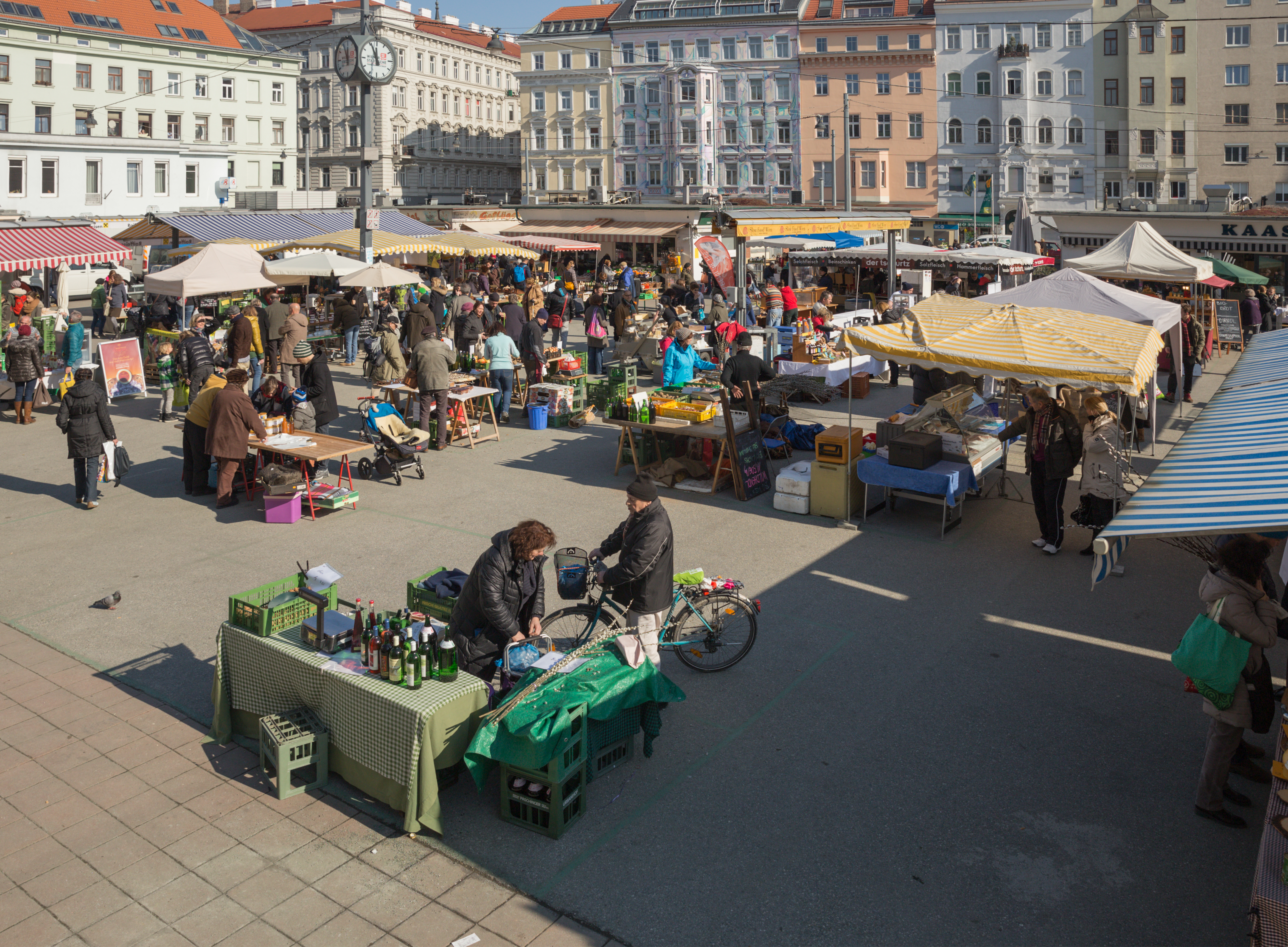
Der Karmelitermarkt im Karmeliterviertel

| 1. Innere Stadt          | Bermudadreieck Franziskanerviertel Museumsviertel, 1. bzw. 7. Bezirk (Museumsquartier, KHM, NHM)                                                                                          |
| 2. Leopoldstadt          | Alliiertenviertel Karmeliterviertel, ursprünglich jüdisches Viertel, seit dem frühen 18. Jahrhundert Mexikoplatz, seit Mitte 19. Jahrhundert Nordbahnviertel Stuwerviertel Volkertviertel |
| 3. Landstraße            | Aspanggründe, siehe auch Aspangbahnhof Botschaftsviertel Fasanviertel Rochusviertel, siehe Rochusmarkt Sankt Marx Weißgerberviertel                                                       |
| 4. Wieden                | Freihausviertel, siehe auch Freihaus auf der Wieden Schleifmühlviertel |
| 5. Margareten            | Schlossquadrat |
| 6. Mariahilf             | Naschmarkt |
| 7. Neubau                | Museumsviertel, 1. bzw. 7. Bezirk (Museumsquartier, KHM, NHM) Siebensternviertel Spittelberg                                                                                              |
| 8. Josefstadt            | |
| 9. Alsergrund            | Servitenviertel, 9. Bezirk |
| 10. Favoriten            | Kreta Laaer Berg Sonnwendviertel, seit dem Bau des Hauptbahnhofes in den 2010er Jahren Triesterviertel, siehe Triester Straße                                                             |
| 11. Simmering            | Geiselberg Leberberg |
| 12. Meidling             | |
| 13. Hietzing             | |
| 14. Penzing              | |
| 15. Rudolfsheim-Fünfhaus | Nibelungenviertel |
| 16. Ottakring            | Brunnenviertel, siehe auch Brunnenmarkt und Yppenviertel |
| 17. Hernals              | |
| 18. Währing              | Cottageviertel, 18. und 19. Bezirk |
| 19. Döbling              | Cottageviertel, 18. und 19. Bezirk |
| 20. Brigittenau          | Wallensteinviertel, siehe Wallensteinstraße (Wien) |
| 21. Floridsdorf          | Großfeldsiedlung Nordrandsiedlung |
| 22. Donaustadt           | Wulzendorf |
| 23. Liesing              | |